# Annona scleroderma
Annona scleroderma (também conhecida como cawesh ou poshe-te) é uma espécie de árvore da família Annonaceae, com um fruto comestível do tamanho de uma laranja. 
A fruta tem casca dura e polpa de cor creme com sabor de banana e abacaxi, textura macia. A fruta é pouco conhecida fora de sua região nativa. A árvore atinge de 15 a 20 metros de altura. Seu pólen é eliminado em tétrades permanentes.

Sua distribuição nativa é a costa atlântica da América Central, do México e Guatemala até Honduras. Não é amplamente cultivada (exceto em certas partes da Guatemala). Uma árvore que cresce a partir de sementes leva cerca de quatro anos até começar a produzir frutos.